# متعب معيد
متعب معيد (مواليد 20 نوفمبر 1994) هو لاعب كرة قدم سعودي .
لعب سابقاً مع مع نادي الشعلة ونادي السلمية.